# Georg-Cantor-Medaille
Die Georg-Cantor-Medaille wird höchstens jedes zweite Jahr für herausragende wissenschaftliche Leistungen in der Mathematik verliehen. Sie wurde von der Deutschen Mathematiker-Vereinigung (DMV) zum Gedächtnis an Georg Cantor (1845–1918) gestiftet.
Die Preisträger sollen mit dem deutschen Sprachraum verbunden sein. Vorschläge können alle Mitglieder der DMV einbringen. Die Georg-Cantor-Medaille wird auf Beschluss des Präsidiums der DMV zusammen mit einer Urkunde auf einer Jahrestagung der DMV verliehen.

## Preisträger
- 1990: Karl Stein
- 1992: Jürgen Moser
- 1994: Erhard Heinz
- 1996: Jacques Tits
- 1999: Volker Strassen
- 2002: Yuri Manin
- 2004: Friedrich Hirzebruch
- 2006: Hans Föllmer
- 2008: Hans Grauert
- 2010: Matthias Kreck
- 2012: Michael Struwe
- 2014: Herbert Spohn
- 2017: Gerd Faltings
- 2019: Hélène Esnault
- 2021: Martin Grötschel
- 2024: Felix Otto[1]